# Valerio Rocco Lozano
Valerio Rocco Lozano (Roma, 12 de junio de 1984) es profesor de Historia de la Filosofía Moderna en el Departamento de Filosofía de la Universidad Autónoma de Madrid. En el año 2019 fue nombrado director del Círculo de Bellas Artes de Madrid, cargo que ejerce en la actualidad.

## Trayectoria
Licenciado y Doctor en Filosofía por la UAM, obtuvo el Primer Premio Nacional de Fin de Carrera y el Premio Extraordinario de Doctorado con una tesis titulada Función y estructura del mundo romano en la filosofía hegeliana, dirigida por Félix Duque. 

## Dirección Círculo de Bellas Artes
En el año 2019 fue nombrado director del Círculo de Bellas Artes y bajo su gestión se han llevado a cabo proyectos como los Foros I+D+C que potencian la innovación en el campo humanístico y artístico. Las propuestas más recurrentes en la programación de la entidad son aquellas que relacionan y acercan la cultura y la universidad. 
Entre las líneas de renovación de su programa se encontraba el rejuvenecimiento del público y la programación, la internacionalización y una comprensión no exclusivamente digital de la innovación. Bajo ese contexto se han presentado en la institución exposiciones dedicadas a Hergé o a Stanley Kubrick.

## Publicaciones
Ha publicado una monografía titulada La vieja Roma en el joven Hegel (2011), así como la edición crítica de la obra póstuma de Franco Volpi, Martin Heidegger. Aportes a la filosofía (2011). 